# Ewa P. Porębska
Ewa Jolanta P. Porębska (ur. 3 marca 1956) – polska architektka, krytyczka architektury, kuratorka wystaw. W latach 1994–2024 redaktorka naczelna miesięcznika „Architektura-Murator”. Autorka wielu publikacji o architekturze, współtwórczyni kilkunastu wystaw, polska kuratorka międzynarodowej wystawy fotografii architektonicznej Form and nonForm w Luksemburgu. Działa na rzecz popularyzacji najlepszych wzorców światowej architektury. Napisała wiele artykułów na tematy związane z architekturą, w tym dla czasopism "Baumeister" i "Detail". Laureatka Honorowej Nagrody SARP.

## Działalność
W latach 1994–2024 redaktorka naczelna miesięcznika „Architektura-Murator”. Jurorka Europejskiej Nagrody Architektonicznej imienia Miesa van der Rohe 2013. Od 2016 członkini Rady Ekspertów Nagrody European Prize for Urban Public Space oraz „scout” nagrody City to City FAD Award. Jurorka World Architecture Festiwal w Barcelonie w latach 2008-2010. Członkini Rady Muzeum Architektury we Wrocławiu. Inicjatorka i współorganizatorka konkursu „Życie w architekturze". W 2014 pomysłodawczyni i kuratorka „Kolekcji Architektury-murator dla Muzeum Sztuki Nowoczesnej w Warszawie”, wystawy inicjującej kolekcję makiet wybitnych obiektów architektonicznych zrealizowanych w Polsce po 1989. Kuratorka wystawy „Polska. Architecture” prezentowanej w 2016 roku w Azerbejdżanie, Bułgarii, Macedonii, Chinach, Irlandii, Austrii i Indiach, a także w rozbudowanej wersji w Muzeum Architektury we Wrocławiu. Kuratorka wystawy Architektura Muzyką Przestrzeni w Filharmonii im. Mieczysława Karłowicza w Szczecinie w 2016 roku. Inicjatorka i współorganizatorka warsztatów studenckich Success Stories podczas Biennale Architektury w Wenecji w 2016 roku. Uczestniczka debaty “Hong Kong Architecture and Urbanism with Belt and Road” w ramach 16. Biennale Architektury w Wenecji.
Reprezentowała Polskę podczas European Conference on Architecture & the Media w 2018 i 2020 roku. Jest inicjatorką powstania poświęconych mediom architektonicznym międzynarodowych konferencji organizowanych przez Fundację im. Miesa van der Rohe oraz program Kreatywna Europa. Miała wykłady o polskiej architekturze m.in. na Uniwersytecie w Hongkongu, w AZW w Wiedniu, GSAPP Columbia University w Nowym Jorku.

## Odznaczenia i wyróżnienia
- Krzyż Kawalerski Orderu Odrodzenia Polski za wybitne zasługi na rzecz ochrony ładu przestrzennego i rozwoju architektury (2014)[16]
- Medal SARP Bene Merentibus (1998)[17][18]
- za współpracę w dziedzinie architektury między Polską a Holandią Ambasador Królestwa Niderlandów przyznał jej fragment stumetrowej ławki w Amsterdamie zaprojektowanej przez Claudię Linders – ”Space to take place” (2009)
- Honorowa Nagroda SARP (2023)[19]